# Contea di Sequoyah
La contea di Sequoyah (in inglese Sequoyah County) è una contea dello Stato dell'Oklahoma, negli Stati Uniti. La popolazione al censimento del 2010 era di 42 391 abitanti. Il capoluogo di contea è Sallisaw.Il nome della contea è un omaggio al nativo Cherokee Sequoyah.